# José Manuel Astigueta (hijo)
José Manuel Astigueta (Buenos Aires, 24 de diciembre de 1918-desconocido) fue un abogado y diplomático argentino. Se desempeñó como ministro de Defensa Nacional de la Nación Argentina entre 1962 y 1963 durante el gobierno de José María Guido. Entre 1969 y 1972 fue embajador en la Unión Soviética

## Biografía
Nació en 1918, hijo de José Manuel Astigueta, quien fuera ministro de Justicia e Instrucción Pública del presidente de facto Edelmiro Farrell, y de María Luisa Cáceres. Era nieto del también ministro del presidente Miguel Juárez Celman, José Mariano Astigueta. Su primo, José Mariano Astigueta (nieto), se desempeñó como Ministro de Educación y Justicia del presidente Guido.
Estudió abogacía en la Facultad de Derecho y Ciencias Sociales de la Universidad de Buenos Aires. Ingresó al servicio exterior, cumpliendo funciones como consejero económico en países americanos y europeos, alcanzando el rango de ministro plenipotenciario de segunda. Fue delegado argentino en la Conferencia Económica de la Organización de los Estados Americanos celebrada en Buenos Aires en 1957.
Fue profesor de política internacional en la Escuela Nacional de Guerra y en el Centro de Altos Estudios del Ejército Argentino. Hacia 1962 era asesor del Estado Mayor de Coordinación y delegado del Ministerio de Relaciones Exteriores y Culto en el Ministerio de Defensa Nacional.
A fines de octubre de 1962, fue designado Ministro de Defensa Nacional por el presidente José María Guido. Ocupó el cargo hasta el final del gobierno de Guido, en octubre de 1963.
Regresó al servicio exterior, volviendo a cumplir funciones en el Ministerio de Relaciones Exteriores y Culto. En 1966 fue enviado a la embajada argentina en España con el rango de ministro plenipotenciario de primera clase, siendo allí encargado de negocios.
En agosto de 1969, el presidente de facto Juan Carlos Onganía lo designó embajador en la Unión Soviética, ocupando el cargo hasta 1972.